# 暹羅古城
暹羅古城（羅馬化：Muang Boran）是一个泰國的博物馆公园，靠近北榄府鳄鱼湖动物园。它被誉为世界上最大的露天博物馆，拥有116座纪念碑和建筑景点。暹羅古城的土地与泰王国的形状大致相对应，纪念碑在地理位置上也位于正确的位置。
暹羅古城中一些建筑是现有或原址的真人大小的复制品，而另一些则按比例缩小。复制品是在国家博物馆专家的协助下制作的，以确保历史的准确性。杰出的作品包括前大城府大皇宫（毁于1767年缅甸入侵）、那空叻差是玛的披邁石宮和柬埔寨边境的柏威夏寺。还有一些是“原創设计”，不參考任何历史建筑。

## 历史
暹羅古城建造者列克·維裡亞潘从小就对艺术感兴趣，使他建立了这座古城。最初1963年，他打算修建一个泰国地图形状的高尔夫球场，并放置国家重要古迹的微缩模型，仅用于旅游和教育目的。之後列克开始研究建立古城，並发现许多古遗址已荒废，因此他轉而打算蓋一座古城博物館。
1972年，露天博物馆落成，旨在歷史教育。直到2000年11月17日去世之前，列克一直在古城、芭堤雅真理寺和北榄府的三頭象博物館创作艺术品。
2006年，美国真人秀节目《全美超級模特兒新秀大賽》第六季就曾利用圣女亭作为走秀场地，带领选手闯入决赛。这是该节目历史上最大的模特平台。在该地区，桑佩特城堡模型是宣布获胜者的地方。
2009年9月29日，500名人民民主聯盟（PAD）活动人士在古暹罗的柏威夏寺模型前举行抗议，声称该寺庙属于泰国，因海牙国际法院于1962年裁定该寺庙属于柬埔寨。
2018年，国民电视剧《天生一对》的播出带动了取景地之一的暹罗古城及大城府、华富里府的周边观光。
2023年，韓國電視劇《歡迎來到王之國》在暹羅古城拍攝取景。此外，于同年播出的泰国电视剧《天生一对之命中注定》也在暹罗古城取景。

## 按时间轴排列的建筑

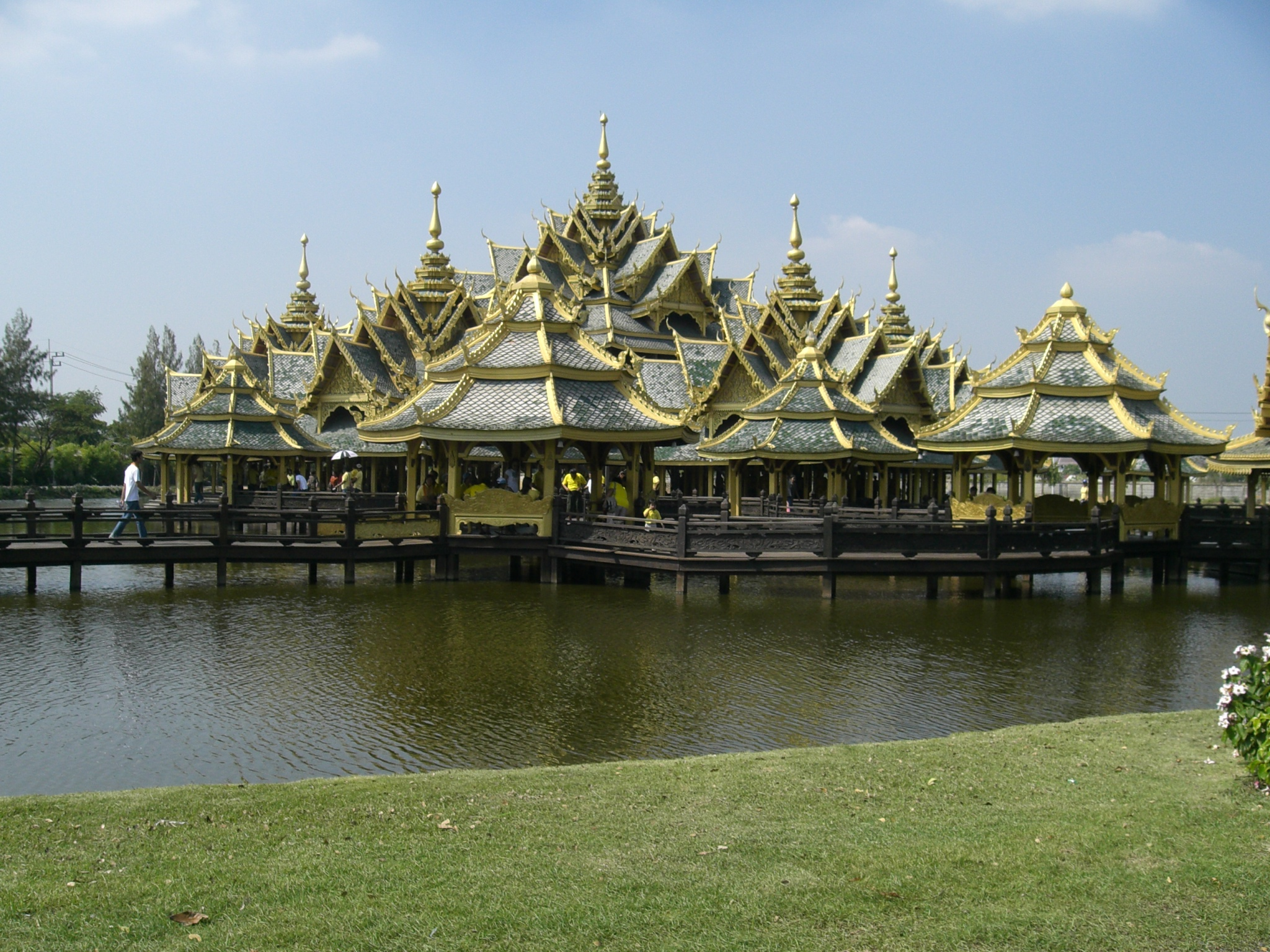
觉者亭是一个不基于任何历史建筑的“原創设计”。

古城展示了不同时代的重要建筑成就。它们是按时间顺序排列的。 
- 史前
- 陀罗钵底（佛历11 – 16世纪）
- 室利比查亚（佛历13 – 18世纪）
- 高棉或古高棉（佛历16 – 18世纪）
- 兰纳（佛历16 – 25世纪）
- 兰昌（佛历16 – 21世纪）
- 哈利朋猜（佛历17 – 19世纪）
- 素可泰（佛历17 – 20世纪）
- 奥松（佛历17 – 20世纪）
- 大城府（佛历19 – 24世纪）
- 吞武里（佛历24世纪）
- 拉达那哥欣（佛历25世纪）